# Amt Itzehoe-Land
Das Amt Itzehoe-Land ist ein Amt im Kreis Steinburg in Schleswig-Holstein. Der Verwaltungssitz befindet sich in der Stadt Itzehoe, die selbst nicht dem Amt angehört.
Das Amt liegt nördlich von Itzehoe und grenzt im Norden an das Amt Schenefeld, im Westen an das Amt Wilstermarsch, im Süden an die Stadt Itzehoe und im Osten an das Amt Kellinghusen.

## Amtsangehörige Gemeinden
| 1. Bekdorf 2. Bekmünde 3. Drage 4. Heiligenstedten 5. Heiligenstedtenerkamp 6. Hodorf 7. Hohenaspe | 1. Huje 2. Kaaks 3. Kleve 4. Krummendiek 5. Lohbarbek 6. Mehlbek 7. Moorhusen | 1. Oldendorf 2. Ottenbüttel 3. Peissen 4. Schlotfeld 5. Silzen 6. Winseldorf |

## Geschichte

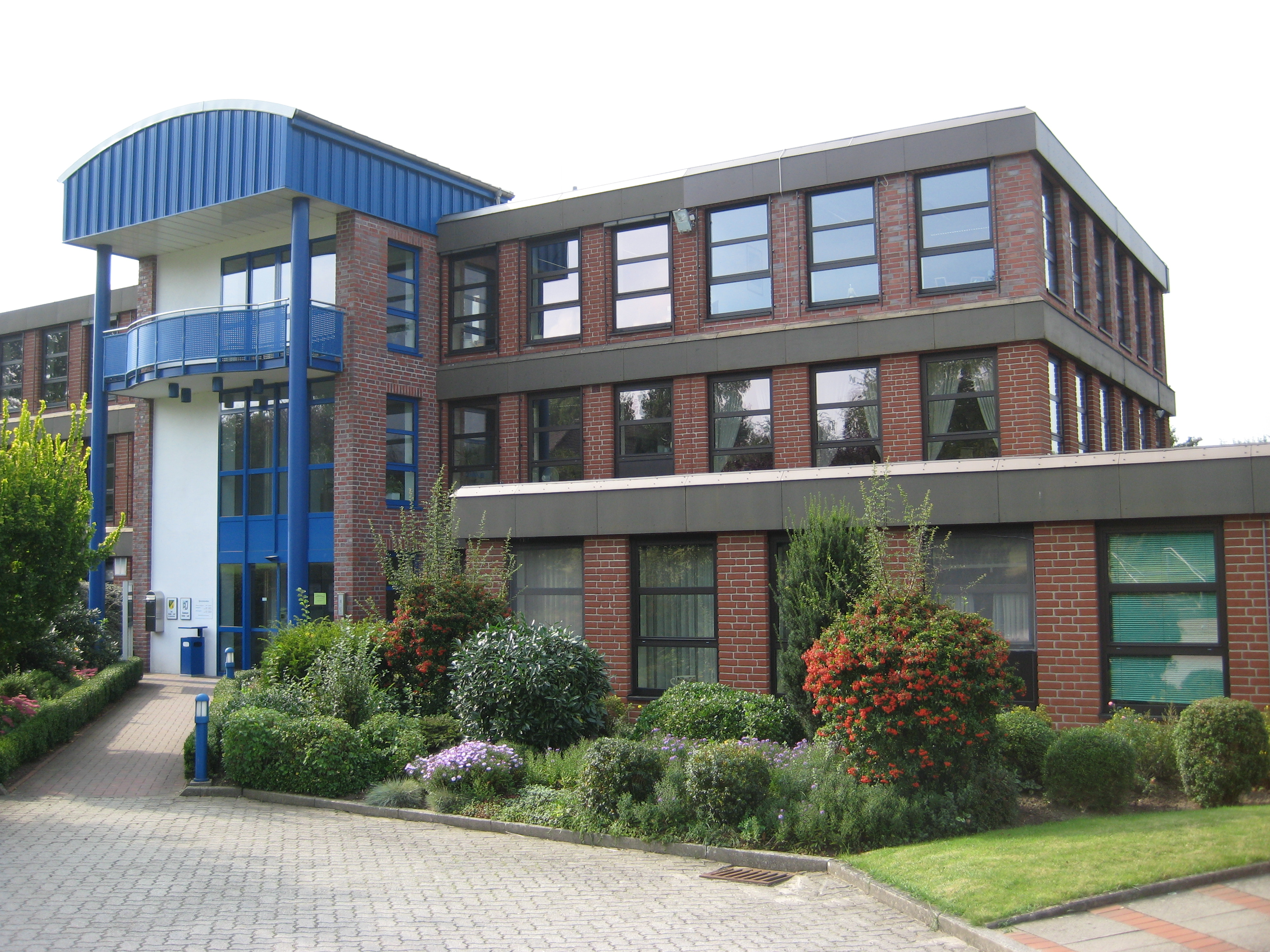
Amtsverwaltung in Itzehoe

Im Amt Itzehoe-Land wurde 1970 aus den Gemeinden des Amtes Heiligenstedten und einigen Gemeinden des Amtes Hohenaspe gebildet. Die restlichen Gemeinden des Amtes Hohenaspe wurden dem Amt Schenefeld zugeordnet.
Im Zuge der Schleswig-Holsteinischen Verwaltungsstrukturreform traten zum 1. Januar 2008 die Gemeinden Lohbarbek, Schlotfeld, Silzen und Winseldorf aus dem aufgelösten Amt Hohenlockstedt dem Amt Itzehoe-Land bei.

## Wappen
Blasonierung: „Von Grün und Gold im Schuppenschnitt schräglinks geteilt. Oben eine sechzehnblättrige, bewurzelte Buche, unten eine Bockmühle in verwechselten Farben.“
Die Buche im Wappen des Amtes Itzehoe-Land, typischer Baum der Hohen Geest, repräsentiert mit ihren sechzehn Blättern das Amt als Verwaltungsmittelpunkt der ursprünglich amtsangehörigen Gemeinden gleicher Anzahl. Die dreigeteilte Bewurzelung ist ein Hinweis darauf, dass das Amt 1970 aus den älteren Ämtern Heiligenstedten, Hohenaspe und Krummendiek erwachsen ist. Die zweite Figur, die Bockwindmühle, ist eine Reminiszenz an die zahlreichen Entwässerungsmühlen, die das Bild der Marsch, des anderen Bestandteils des Amtes, einst sichtbar geprägt haben. Marsch und Geest finden ihren Niederschlag in der grün-goldenen Tingierung; der Schuppenschnitt (mit den Spitzen nach oben = Dornenschnitt) ist der Versuch der heraldischen Stilisierung der Knicklandschaft.